# Saint-Blancard
 Saint-Blancard  là một xã của tỉnh Gers, thuộc vùng Occitanie, tây nam nước Pháp.